# Pamele

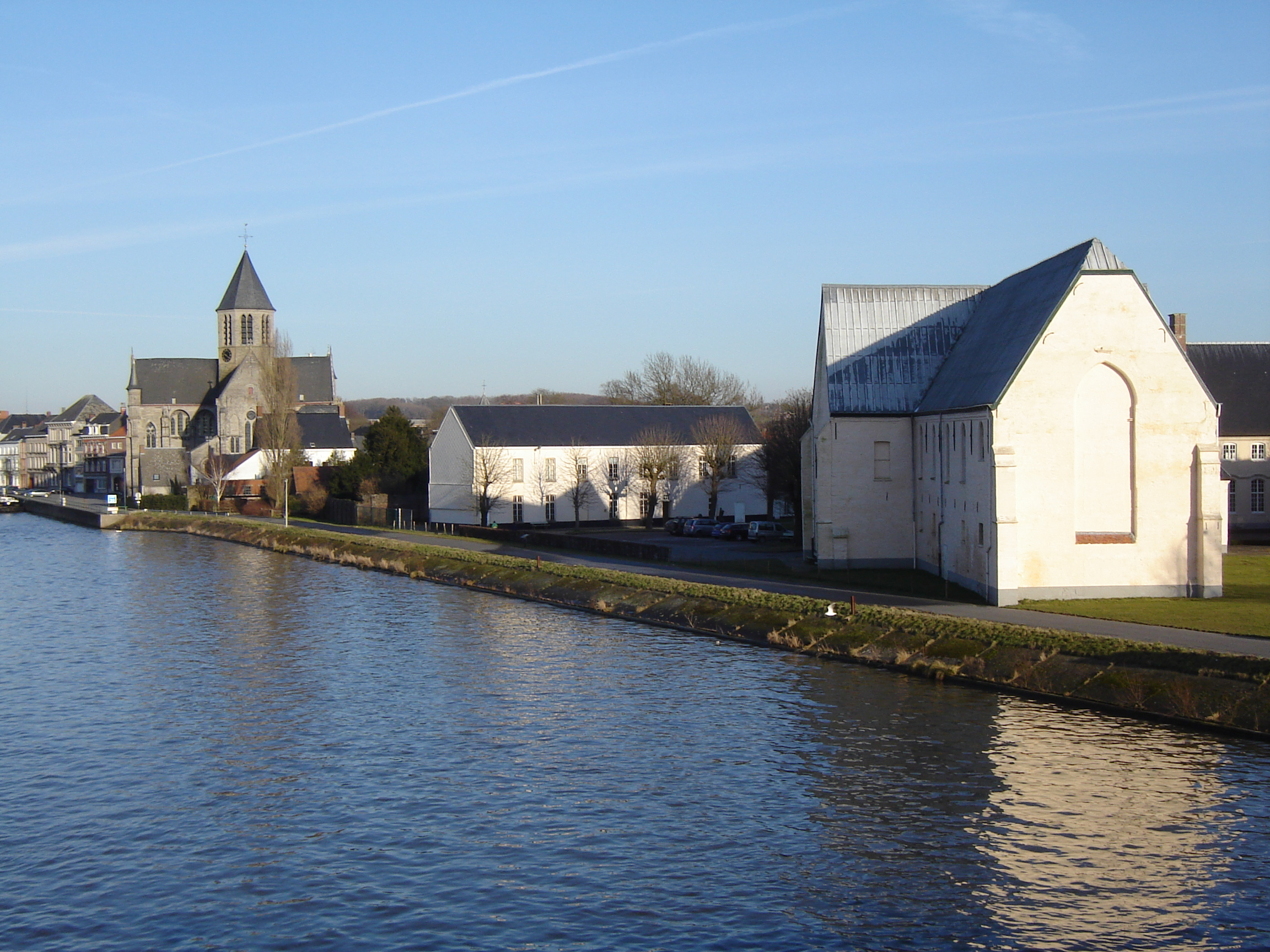
De Onze-Lieve-Vrouwekerk en de Abdij van Maagdendale

Pamele is een stadsdeel op de rechteroever van de Schelde in de Belgische stad Oudenaarde. 
Pamele ontwikkelde zich vanaf de 12e eeuw (eerste vermelding in 1160) als een zelfstandige kleine stad met stadsrechten (vanaf 1226) op de rechteroever van de rivier, tegenover Oudenaarde. Het domein waarop de stad ontstond, was eigendom van de Heren van Oudenaarde en Pamele. 
Pamele bestond tot op het einde van de 16e eeuw als een aparte stad en werd stapsgewijs een geheel met Oudenaarde. Pamele verdween in 1593 als zelfstandige entiteit toen het met Oudenaarde versmolt. Deze versmelting is terug te vinden in het wapenschild van Oudenaarde: bij de samenvoeging van de twee steden heeft men de Vlaamse leeuw (Oudenaarde) en rode dwarse strepen (Pamele) in het wapenschild gezet.
De Heren van Pamele lieten de Onze-Lieve-Vrouwekerk van Pamele optrekken, die veel rijker was dan de oude Sint-Walburgakerk van Oudenaarde. In deze kerk werd de buitenechtelijke dochter van keizer Karel V en Johanna van der Gheynst gedoopt. Ze werd Margaretha genoemd en werd later als Margaretha van Parma landvoogdes van de Nederlanden.
Leden van de plaatselijke confrérie in Pamele worden de Pamelieters genoemd.